# 구미 채미정
구미 채미정(龜尾 採薇亭)은 대한민국 경상북도 구미시 남통동에 있는 조선시대의 건축물이다. 2008년 12월 26일 대한민국의 명승 제52호로 지정되었다.

## 개요
채미정은 고려에서 조선의 왕조 교체기에 두 왕조를 섬기지 않고 금오산 아래 은거한 야은 길재(1353~1419)의 충절과 학문을 추모하기 위해 선산부사 민백종(閔百宗, 1712~1781)이 지역 유림들과 뜻을 모아 영조 44년(1768년)에 금오산 아래 건립한 정자이다.
채미정은 멀리 바라보이는 금오산과 채미정 전면의 맑은 계류와 수목들이 채미정과 어우러져 아름다운 조화를 이루는 경관미가 뛰어난 명승지이다.

## 같이 보기
- 길재

## 참고 문헌
- 구미 채미정 - 국가유산청 국가유산포털
- 이 문서에는 문화재청에서 공공누리 제1유형으로 배포된 자료를 바탕으로 한 내용이 포함되어 있습니다.